# 웬디 휴즈
웬디 휴즈(Wendy Hughes, 1952년 7월 29일 ~ 2014년 3월 8일)는 오스트레일리아의 영화배우이다.
멜버른에서 태어났으며 시드니에서 사망하였다. 사인은 암이다.

## 영화
- 뷰 프럼 그린헤이븐 (2008년)
- 헐리웃과 맞장뜨기: 호주 B무비의 세계 (2008년)
- 신을 고소한 사나이 (2001년)
- 스테이트 코러너 (1997년)
- 파라다이스 로드 (1997년)
- 골든 보이 (1995년)
- 프린세스 카라부 (1994년)
- 와일드 오키드 2 (1992년)
- 도너 (1990년)
- 복수의 일격 (1989년)
- 야간 열차의 뜨거운 밤 (1988년)
- 해피 뉴 이어 (1987년)
- 라스트 지고로 (1987년)
- 마이 퍼스트 와이프 (1984년) - 헬렌 역
- 에덴의 폭풍 (1983년)
- 파트너 (1982년)
- 외로운 마음 (1981년)
- 위험한 여름 (1981년)
- 나의 화려한 인생 (1979년)
- 뉴스프론트 (1978년)
- 죽음의 레이서 (1975년)
- 피터슨 (1974년)